# Петралинци
Петралинци (на македонска литературна норма: Петралинци) е село в община Босилово на Северна Македония.

## География
Селото е разположено в Струмишкото поле, североизточно от Струмица.

## История
През XIX век селото е чисто българско. Според статистиката на Васил Кънчов („Македония. Етнография и статистика“) от 1900 г. Петрелица е населявано от 105 жители, всички българи християни.
По данни на секретаря на екзархията Димитър Мишев („La Macédoine et sa Population Chrétienne“) през 1905 година в Петрелиц има 24 българи екзархисти и 6 цигани.
В 1913 година след Междусъюзническата война в Петралинци се заселват българи униати, бежанци от Кукушко. В 1929 година е изградена униатската църква „Св. св. Кирил и Методий“. Първоначално до 1960 е филиална църква на парохията (енорията) во Радово, а оттогава до 2006 година е филиална църква на парохията „Успение на Пресвета Богородица“ в Струмица. На 29 октомври 2006 година филиалът е въздигнат в парохия от екзарх Киро Стоянов, в съслужение с Джуро Джуджар, апостолски екзарх за Сърбия и Черна гора. Пръв парох е отец Гоце Костов, а към парохията е придадена филиалната църква „Свети Димитър“ в село Сарай. На 10 март 2009 година Киро Стоянов благославя темелния камък на нова католическа църква, осветена пак от него на 7 март 2010 година в присъствието на апостолическия нунций в Северна Македония Сантос Абрил и Кастельо.
В 1920 - 1930 година е построена православната църква „Свети Георги“.
Според преброяването от 2002 година селото има 605 жители.
| Националност | Всичко |
| македонци    | 602    |
| албанци      | 0      |
| турци        | 0      |
| роми         | 0      |
| власи        | 0      |
| сърби        | 0      |
| бошняци      | 0      |
| други        | 3      |